# Mancús

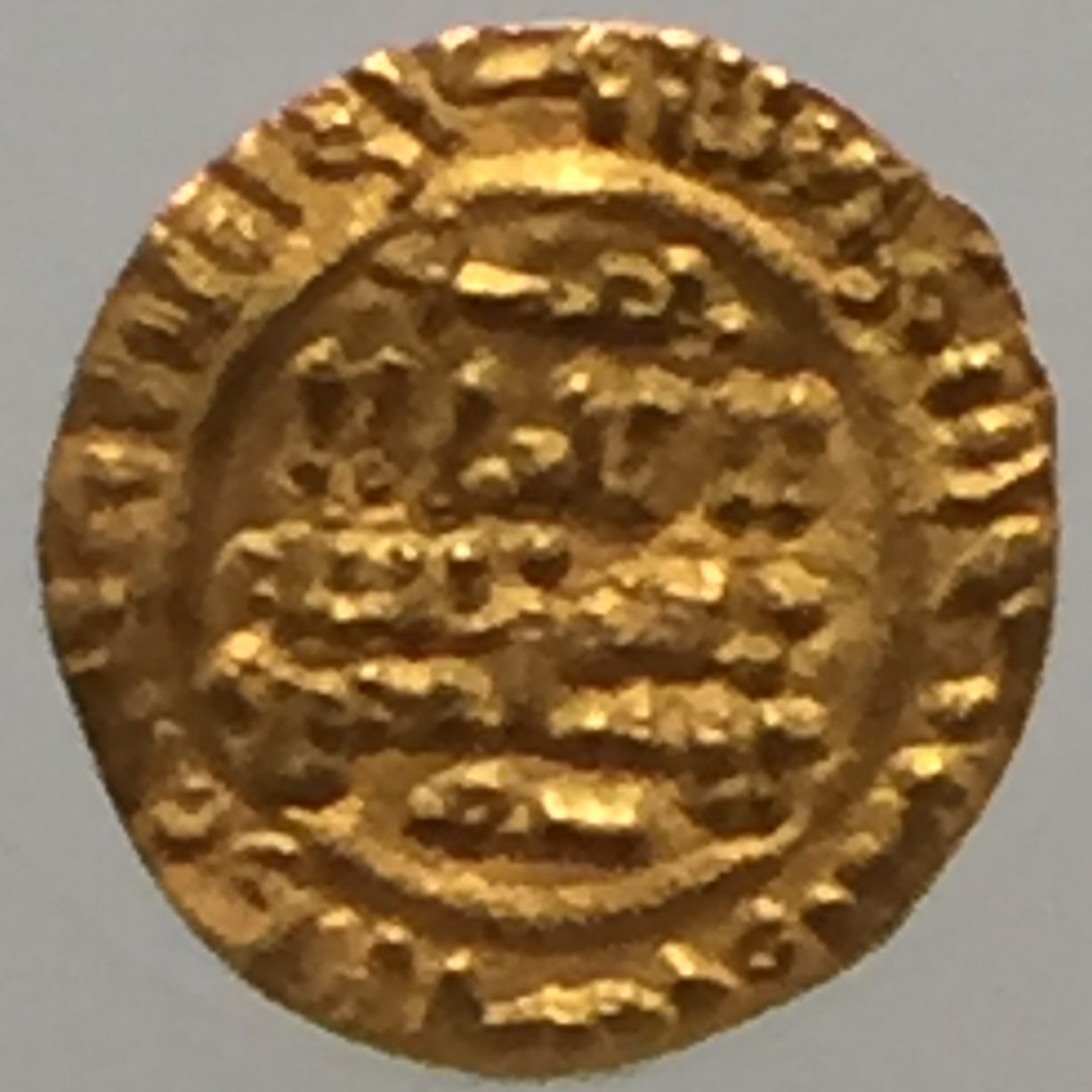
Mancús d'or de Ramon Berenguer I. Encunyat a Barcelona

El mancús fou una moneda generalment d'or, però també de plata relativament corrent en la baixa edat mitjana al que avui són França, Itàlia i Espanya. La paraula mancús ha estat abreviada en les formes manc., machos.; mcs; o mac.. El seu origen ve dels anglosaxons, que prengueren el nom de la forma en què es batia, quasi manu-cusi 'com encunyats amb les mans'. Es van dir mancusos i manchosos, de forma sinònima. Una de les mencions més antigues d'aquesta moneda és la que en fa Muratori que situa al 858. Els autors benedictins de la "Història general del Llenguadoc" aporten documents de l'any 1067 que esmenten els mancusos d'or de Barcelona ("... mancusorum auri Barchinonae...".
Hi ha constància de l'ús de mancusos en documents legals en què s'esmenten el mancús de Barcelona:
- A 27 de juliol de 1067, Arnau Mir de Tost vengué al comte de Barcelona el castell de Casserres pel preu de mil unces d'or, que són set mil mancusos de moneda de Barcelona.
- A 27 de desembre de 1068, el comte de Barcelona donà a Guillem Ramon comte de Cerdanya per la renúncia que feu de Carcassona i comtat de Rodès, quatre mil mancusos moneda de Barcelona.
- El 1068 El comte de Barcelona amb la comtessa Almodis comprà als nebots Pere i Bernat els drets successoris, que tenien sobre els comtats de Carcassona i Rasès per cinc-cents mancusos moneda de Barcelona, tant en or, com en plata.
- Als usatges de Barcelona també s'esmenten els mancusos[3] dient que qui recuperés algun esclau fugitiu del seu senyor abans de travessar el riu Llobregat, i el retornava al seu amo, en premi a la troballa guanyava dos mancusos i mig: i en els altres llocs, una unça d'or, amb els vestits i grillons de l'esclau.
- A 26 d'octubre de 1082 Ramon Berenguer II i la comtessa, empenyoraren certes rendes per valor de dos mil mancusos d'or net i pur,[4] els quals entregaren al bisbe i cabiscol de Barcelona, per a fabricar una làmina o taula perquè perpètuament hi hagués davant de l'altar major de la santa Creu.

El 29 de juliol de 1003, l'abat Seniofred vengué a Ramon i la seva muller Ermeleva una heretat amb cases i molí al terme de Monistrol al comtat de Manresa, per preu de nou mancusos d'or òptim (or pur o de 24 quirats). En el testament del comte Ermengol de Gerb atorgat el 1090, donava al seu fill, entre altres coses, “una espasa rescatada en 2000 mancusos de molt bon or de València”. Per or de València, s'entén per contraposició a l'or òptim, net o pur, és a dir or aliat amb altres metalls amb un valor de llei inferior als 24 quirats.
En altres documents simplement s'especifica mancusos d'or sense fer referència a la seva puresa com en la venda d'un vinyer al terme de Fonterubia a l'abat de Montserrat pel preu de "tres mancusos d'auro". A finals de segle xi Bernat comte de Besalú es feu soldat de l'església romana obligant-se a donar-li anualment dos-cents mancusos d'or en senyal de la seva milícia. En aquests casos podia el comprador i el contribuent pagar els mancusos en or de València. En altres documents s'especifica simplement mancusos sense definir si eren d'or o de plata. També sembla que hi havia monedes de mig mancús.
L'any 1014 vint mancusos valien cinquanta sous. El 1058 set mancusos valien tres unces d'or. El 1067 set mil mancusos valien mil unces d'or i en un altre document set mancusos valien una unça. El 1068 set mancusos d'or de València valien una unça i en un altre document s'esmenta que cinc-cents mancusos tant en or com en plata valien a dotze unces d'or. L'any 1071 deu mil mancusos de Barcelona valien 1.437 unces d'or. És plausible que durant a les Corts de Perpinyà de 1351 s'hi determinés l'equivalència del mancús d'or en setze diners de tern. Pere Miquel Carbonell arxiver de Ferran el Catòlic, redueix el mancús a dotze diners barcelonesos, quantitat a la que associa el pagament del cens d'una casa o hospici un mancús que valia dotze diners. Aquests diners serien diners de moneda de tern.